# Tony Allen
Tony Oladipo Allen (født 12. august 1940 i Lagos, Nigeria, død 30. april 2020 i Paris) var en nigeriansk trommeslager, komponist og sangskriver.
I forhold til langt de fleste andre af jazzens store instrumentalister var Tony Allen noget af en sen starter. Det var først omkring de 18 år, at Allen på egen hånd kastede sig over trommerne for ved hjælp af stakke af lp’er og musikmagasiner at udvikle sin egenartede stil og teknik.
Blot seks år senere blev Allen inviteret til audition hos den aspirerende bandleder Fela Kuti, der straks faldt for trommeslagerens egenartede stilistiske sammenblanding af jazz og den vestafrikanske dansegenre ’Highlife’, og Tony Allen blev medlem af Kutis tidlige band ’Koola Lobitos’.
Allen var en fast del af den karismatiske multi-instrumentalists band, indtil han gik sine egne veje i 1978, og hans unikke og stilskabende trommespil dannede fundamentet for genren ’Afrobeat’. Efter sigende måtte Kuti hente ikke mindre end fire nye trommeslagere til bandet efter Allen gik, for stadig at kunne bygge sine lange groovy forløb op omkring den slags skævvredne rytmiske teksturer, som Allen var
mesteren af.
Tony Allen dannede sit eget band efter at have forladt Fela Kutis, men ud over albummet No Discrimination fra 1980 blev der temmelig stille omkring den ellers så larmende trommeslager i årene efter tiden med Kuti. Han flyttede til Paris i løbet af 80’erne og gled ud af det musikalske rampelys, indtil Fela Kuti døde af AIDS i 1997, og ’Afrobeat’-musikken gjorde comeback i skyggen af dens største kreative krafts død.
I 1999 udgav Allen comeback albummet Black Voices efter et 10-årigt hul i en ellers konstant strøm af udgivelser. Siden blev Tony Allen igen centrum i den genopblomstrende Afrobeat-bevægelse, uden at man dog på nogen måde kan beskylde den gamle funk mester for blot at holde fast i gamle dyder. I tiden efter sit comeback kastede den nu nogen og tresårige trommeslager sig således gladelig ud i eksperimenter med sammenblandinger af Afrobeat, hip-hop og dub såvel som nu-Jazz og R&B.

## Diskografi

### Albums
- 1970: Afro Beat
- 2000: No Accomodation For Laos – No Discrimination
- 2002: Home Cooking
- 2006: Lagos No Shaking